# Корбеам
Корбеам (фр. Corbehem) насеље је и општина у североисточној Француској у региону Север-Па д Кале, у департману Па де Кале која припада префектури Арас.
По подацима из 2011. године у општини је живело 2278 становника, а густина насељености је износила 876,15 становника/km². Општина се простире на површини од 2,6 km². Налази се на средњој надморској висини од 22 метара (максималној 36 m, а минималној 28 m).

## Демографија
| 1962. | 1968. | 1975. | 1982. | 1990. | 1999. | 2011. |
| ----- | ----- | ----- | ----- | ----- | ----- | ----- |
| 1.870 | 2.094 | 2.611 | 2.368 | 2.346 | 2.318 | 2.278 |

График промене броја становника у току последњих година